# باول لوكاس (كاتب أمريكي)
باول لوكاس (بالإنجليزية: Paul Lukas)‏ هو كاتب أمريكي، ولد في 21 مارس 1964.